# 若利耶特

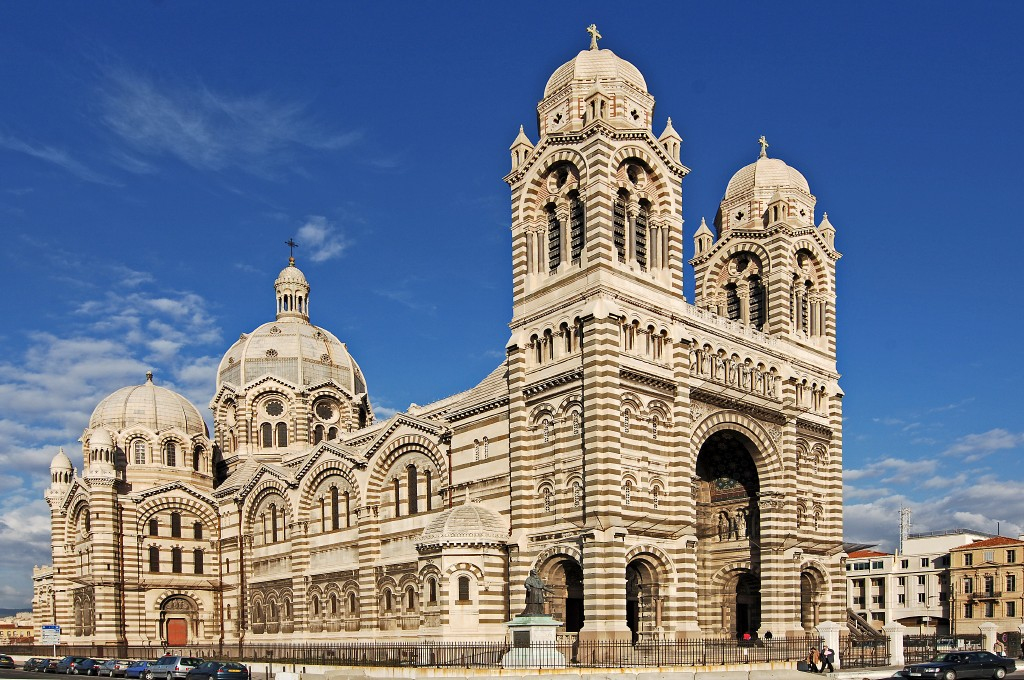
主教座堂

若利耶特（Joliette）是马赛第二区的一个社区，位于马赛自治港的起点，包含船坞和马赛主教座堂。
该地区是欧洲-地中海（Euroméditerranée）项目的中心，旨在创建一个新商业区。
公共交通
地铁2号线：若利耶特站（共和国-若利耶特广场）
电车2路：若利耶特站（欧洲-地中海-敦刻尔克大道）